# Джим О'Нілл
Теренс Джеймс «Джим» О'Нілл (англ. Terence James «Jim» O'Neill; нар. 17 березня 1957, Манчестер, Англія) — британський фінансист.
У 1978 році закінчив Університет Шеффілда, економіст. У 1982 році отримав ступінь доктора філософії в Університеті Суррея.
Свою фінансову кар'єру розпочав у «Bank of America» у 1982 році. З 1988 року працював у «Swiss Bank Corporation», де у 1991—1995 роках очолював глобальні дослідження. З 1995 року партнер «Goldman Sachs», з 2001 року глава глобальних економічних досліджень, з 2010 року голова підрозділу з управління активами Goldman Sachs Asset Management (GSAM). У лютому 2013 року було оголошено, що до кінця року він покине банк.
Автор терміна-акроніму БРІК (Бразилія, Росія, Індія, Китай). А також терміна "Наступна одинадцятка" (англ. "The Next Eleven") (Бангладеш, Єгипет, Індонезія, Іран, Мексика, Нігерія, Пакистан, Філіппіни, Південна Корея, Туреччина, та В'єтнам), стверджуючи що це будуть найбільші економіки у XXI столітті. Пізніше він використав термін MIKT для Мексики, Індонезії, Південної Кореї та Туреччини, і MINT для Мексики, Індонезії, Нігерії та Туреччини.
Почесний доктор Інституту освіти Лондонського університету (2009).
Одружений, двоє дітей.